# Mistrzostwa świata w szachach 1978

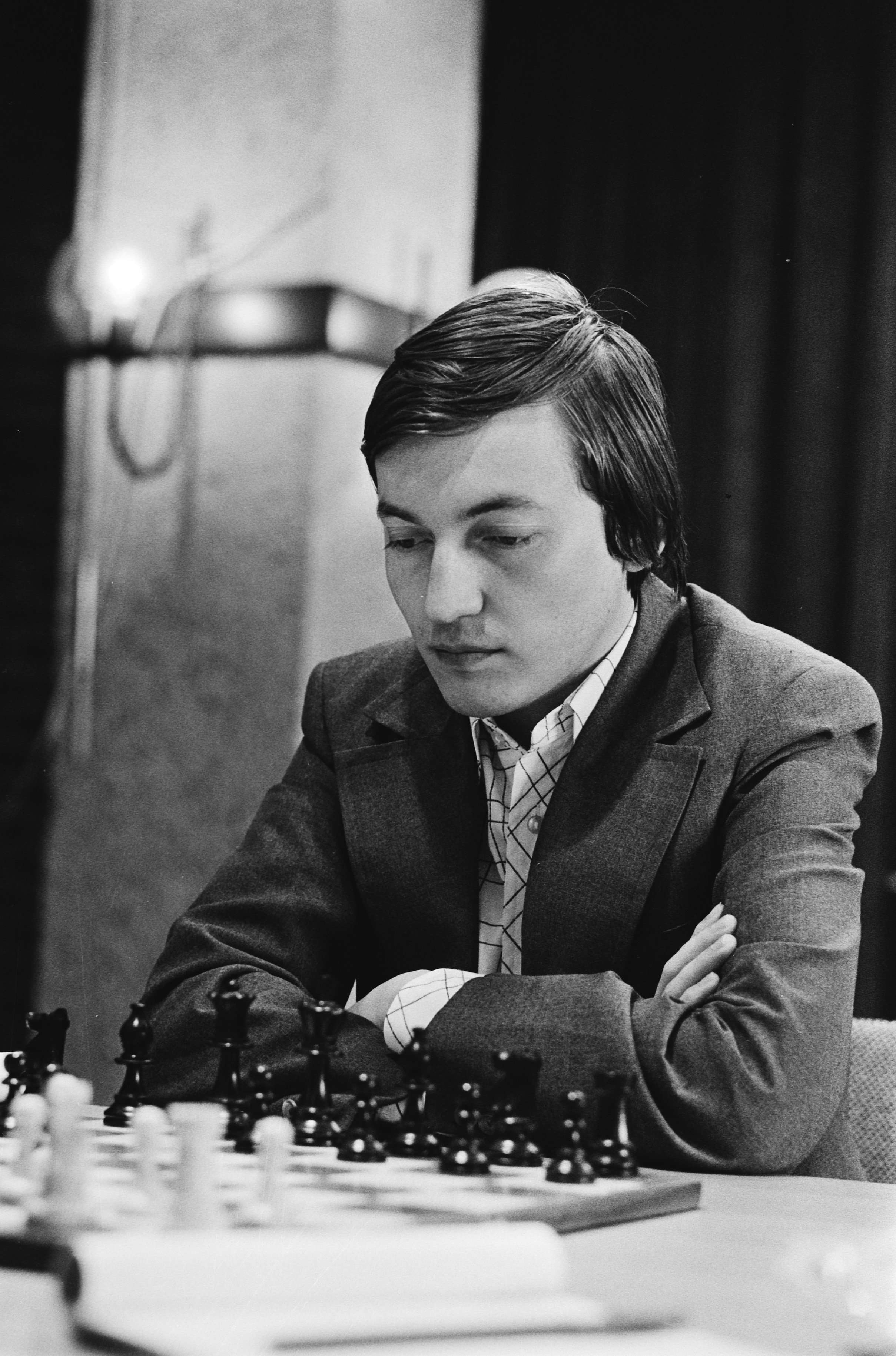
Mistrz świata 1978, Anatolij Karpow

Mistrzostwa świata w szachach 1978 – mecz szachowy, pomiędzy aktualnym mistrzem świata – Anatolijem Karpowem, a zwycięzcą meczów pretendentów – Wiktorem Korcznojem, rozegrany w Baguio w dniach 18 lipca – 7 października 1978 pod egidą Międzynarodowej Federacji Szachowej FIDE.
Mecz przeszedł do historii szachów jako jeden z najbardziej zaciętych, w którym względy natury politycznej odgrywały dużą rolę. Zwycięstwo w minimalnym stosunku 6:5 odniósł obrońca tytułu Anatolij Karpow.

## Zasady
Mistrzem świata  miał zostać ten z zawodników, który wygra 6 partii. Sędzią głównym był Lothar Schmid.  Regulamin zakładał, że w przypadku porażki mistrza świata Karpowa  odbędzie się mecz rewanżowy. W skład jury apelacyjnego wybranego przez prezydenta FIDE – Maxa Euwego należeli: Baturinski, Leuwerik, Małczew (Bułgaria), Ed Edmondson (Stany Zjednoczone), Lothar Schmid, Florencio Campomanes, Lim Cohk Ann (Singapur) – przewodniczący.

## Sztaby zawodników
Do sztabu Karpowa należeli m.in.: 
- pan Baturinski – przewodniczący delegacji, prawnik
- trenerzy: Jurij Bałaszow, Igor Zajcew, Michaił Tal
- lekarze: Gierszanowicz, Kryłow, Zuchar

Do sztabu Korcznoja należeli m.in.:
- pani Petra Leuwerik – kierownik zespołu
- trenerzy: Michael Stean, Raymond Keene, Jakow Murej
- Didi i Dada – jogini z grupy Ananda Marga

## Przebieg meczu
W 1978 roku czterdziestosiedmioletni Korcznoj po raz pierwszy przystąpił do meczu o mistrzostwo świata z Anatolijem Karpowem. Był to rewanż za poprzedni finał pretendentów, jednak sytuacja od tego czasu uległa zmianie. Po swojej ucieczce z ZSRR Korcznoj został przez władze radzieckie uznany za zdrajcę. Podjęto dyskredytującą kampanię propagandową przeciwko niemu, wywierano na niego różnego rodzaju naciski. Korcznojowi nie pozwolono oficjalnie reprezentować Szwajcarii, gdzie się osiedlił. Mecz odbył się w Baguio na Filipinach. W 8 partii Karpow nie podał ręki Korcznojowi z uwagi "na oczernianie Karpowa i członków jego delegacji". Mecz obfitował w wiele obustronnych kontrowersji i incydentów. Wojnę nerwów podsyciły zwycięskie partie Korcznoja w jego końcowej fazie. Ostatnią 32 partię meczu Korcznoj przerwał (stojąc już w bardzo złej pozycji) nie przystępując do dogrywki i nie podpisując protokołu. FIDE ogłosiło zwycięstwo Karpowa w tej partii a następnie w całym meczu. W rezultacie Karpow minimalnie zwyciężył (wygrywając sześć i przegrywając pięć partii) i obronił oficjalnie tytuł.

## Kontrowersje, ciekawostki, tło polityczne
Według Korcznoja ogromny wpływ na mecz miał doktor Zuchar. Korcznoj podaje statystyki, że w obecności Zuchara w pobliżu sceny Karpow wygrał 4 partie, a przegrał jedną, pod jego nieobecność (Zuchar był przesadzany do 7 rzędu) Korcznoj zwyciężył 4:1. Jako antidotum na wpływ Zuchara podczas partii Korcznoj zaprosił do swojego zespołu dwóch filipińskich joginów (członków Ananda Marga). Delegacja Korcznoja wystosowała protest, aby przesadzić Zuchara z pierwszych rzędów w głąb sali gry. Korcznoj  definiuje Zuchara jako "osobistego psychiatrę i psychologa Karpowa, wybitnego w ZSRR specjalistę do utrzymywania kontaktów parapsychologicznych z kosmonautami, znajdującymi się z dala od Ziemi". Natomiast ekipa rosyjska w oświadczeniu twierdziła, że "Włodzimierz Zuchar doktorem nauk medycznych, specjalistą psychologiem i neurologiem oraz że wszelkie skargi Korcznoja na oddziaływanie czynników nadprzyrodzonych Zuchara są z naukowego i praktycznego nieprzekonywujące".
Korcznoj w Zurychu na przedmeczowej konferencji prasowej odczytał swój list do Leonnida Breżniewa z prośbą, aby rodzina Korcznoja mogła opuścić ZSRR. Na tej konferencji Korcznoj nazwał Baturinskiego "przestępcą, który według ogólnie przyjętych norm moralnych nie ma prawa stać na czele delegacji, która przyjechała grać w szachy.
Ważną sprawą była kwestia kraju, jaki reprezentował Korcznoj podczas meczu.  Ekipa rosyjska groziła nawet iż w przypadku, gdy Korcznoj będzie miał flagę mecz się nie odbędzie. Decyzją jury 4:2 (przy głosie wstrzymującym się  Lim Cohk Ann, przeciw byli Schmid i Leuwerik) Korcznoj oficjalnie nie reprezentował żadnego kraju. Natomiast na podium obok flagi FIDE i Filipin stała flaga ZSRR, a na stole gry flag w ogóle nie było.
W swojej książce Antyszachy Korcznoj oskarżył  też Raymonda Keene o nielojalność. Zdaniem Korcznoja codzienne wysyłane przez Keene'a teleteksty do Londynu (bez zgody Korcznoja) stanowiły dla Rosjan dodatkowe źródło informacji. Natomiast w 1979 Raymond Keene zaświadczył, że Florencio Campomanes "bez zarzutu przeprowadził te zawody w Baguio".
W przyszłości Petra Leuwerik została żoną Korcznoja.
Wiktor Korcznoj dostawał liczne poparcie m.in. Jean-Paul Sartre, Samuel Beckett, Eugène Ionesco, Fernando Arrabal wysłali list Korcznojowi "Całym sercem jesteśmy z Panem".
Po ostatniej zwycięskiej partii Anatolij Karpow wysłał depeszę do Leonida Breżniewa, w której stwierdził, że "wykonał zadanie postawione przez ojczyznę".
|                 | 1 | 2 | 3 | 4 | 5 | 6 | 7 | 8 | 9 | 10 | 11 | 12 | 13 | 14 | 15 | 16 | 17 | 18 | 19 | 20 | 21 | 22 | 23 | 24 | 25 | 26 | 27 | 28 | 29 | 30 | 31 | 32 | Zwycięstwa | Punkty |
| --------------- | - | - | - | - | - | - | - | - | - | -- | -- | -- | -- | -- | -- | -- | -- | -- | -- | -- | -- | -- | -- | -- | -- | -- | -- | -- | -- | -- | -- | -- | ---------- | ------ |
| Anatolij Karpow | = | = | = | = | = | = | = | 1 | = | =  | 0  | =  | 1  | 1  | =  | =  | 1  | =  | =  | =  | 0  | =  | =  | =  | =  | =  | 1  | 0  | 0  | =  | 0  | 1  | 6          | 16½    |
| Wiktor Korcznoj | = | = | = | = | = | = | = | 0 | = | =  | 1  | =  | 0  | 0  | =  | =  | 0  | =  | =  | =  | 1  | =  | =  | =  | =  | =  | 0  | 1  | 1  | =  | 1  | 0  | 5          | 15½    |